# Sphingonotus hoboksarensis
Sphingonotus hoboksarensis är en insektsart som beskrevs av Zheng, Z. och G. Ren 1993. Sphingonotus hoboksarensis ingår i släktet Sphingonotus och familjen gräshoppor. Inga underarter finns listade i Catalogue of Life.